# ニーリックス
ニーリックス（英: Neelix）は、アメリカ合衆国のSFテレビドラマ『スタートレック:ヴォイジャー』（通称VOY）に登場する架空の人物で、タラクシア人男性。デルタ宇宙域でU.S.S.ヴォイジャーに乗り組むことになる。イーサン・フィリップス（Ethan Phillips）が演じた。日本語版の吹き替えは長島雄一が担当した。

## 経歴

### タラクシア人
タラクシア人の項を参照。

### ヴォイジャーとの接触
宇宙でスクラップ回収などのなんでも屋をしていた所、デルタ宇宙域に飛ばされたヴォイジャーの相手をした事が、知り合うきっかけとなった。そしてデルタ宇宙域を進むヴォイジャーの水先案内人兼コックを務め、ニーリックスが知る限りの宇宙域を越えた後も、ヴォイジャーで行動を共にする事になる。
ヴォイジャーに残ったもう一つの理由は、恋人のケスの存在もある。悲しい運命にあったケスを、そのまま放っておく事が出来ないという思いがあり、また初期エピソードの5話「盗まれた臓器」(Phage)でヴィディア人に肺臓を奪われ生命の危機に瀕したが、緊急用医療ホログラムがケスの片肺をニーリックスに移植した事で、一命をとりとめた。
惑星連邦やアルファ宇宙域と関係なくデルタ宇宙域から乗り込んだクルーとしては、最も長くヴォイジャーに乗艦した。

### ヴォイジャー退艦
第169話「帰り行く処」（Homestead）において、地球まで約20年未満の距離まで来た所で、タラクシア人が多数住んでいるコロニーを発見、ヴォイジャーを退艦。退艦時にジェインウェイは、将来宇宙艦隊がこの宙域まで容易に航行可能になった際、ニーリックスに大使としての役目を果たして欲しいと依頼した。

### 退艦後
第171・172話(最終回)「道は星雲の彼方へ」の時点では、まだヴォイジャーがコロニーと容易に通信出来る距離にあったため定期的に連絡を取っているようであり、劇中ではヴォイジャー乗員であるセブンとカディスコット（六角形のボードと駒を使う、架空のボードゲーム）の通信対戦を行なっている。

## プロフィール
- 名・中間名 - ニーリックス　（Neelix）
- 出身 - タラクシア
- 種族 - タラクシア人
- 国籍 - なし
- 職業 - 水先案内人、コック、交渉係、ムードメーカー、その他なんでも屋

- 階級 - 民間大使
- 家族 - アリクシア（姉、前述のメトリオン・カスケード爆弾で家族共々死亡）

## 豆知識
日本語版の吹き替えは長島雄一（後にチョーと改名）で、日本語の台詞では語尾によく「…っスねぇ～」を付ける。